# سامية أحمد
سامية أحمد (مواليد 20 يناير 1996) هي لاعبة سباحة إيقاعية مصرية، مثّلت مصر في أولمبياد ريو دي جانيرو 2016 وحلت مع منتخب مصر في المركز السابع.

## روابط خارجية
- سامية أحمد على موقع اللجنة الأولمبية الدولية (الإنجليزية)
- سامية أحمد على موقع أوليمبيديا (الإنجليزية)